# Scotoleon carrizonus
Scotoleon carrizonus is een insect uit de familie van de mierenleeuwen (Myrmeleontidae), die tot de orde netvleugeligen (Neuroptera) behoort. 
Scotoleon carrizonus is voor het eerst wetenschappelijk beschreven door Hagen in 1888.